# Monede euro vaticane

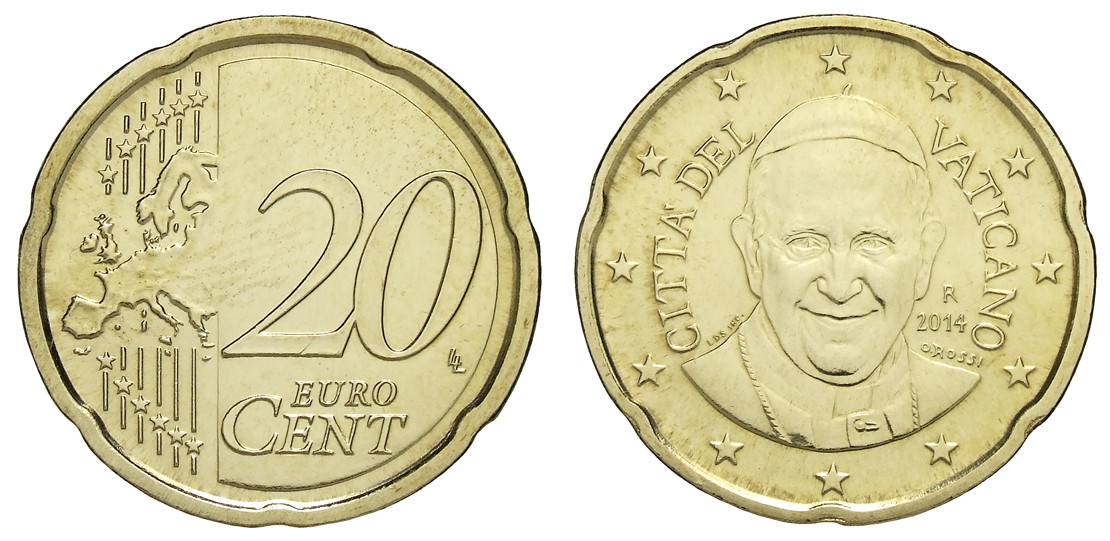
Monede de 20 de cenți cu papa Francisc (emisia 2014)

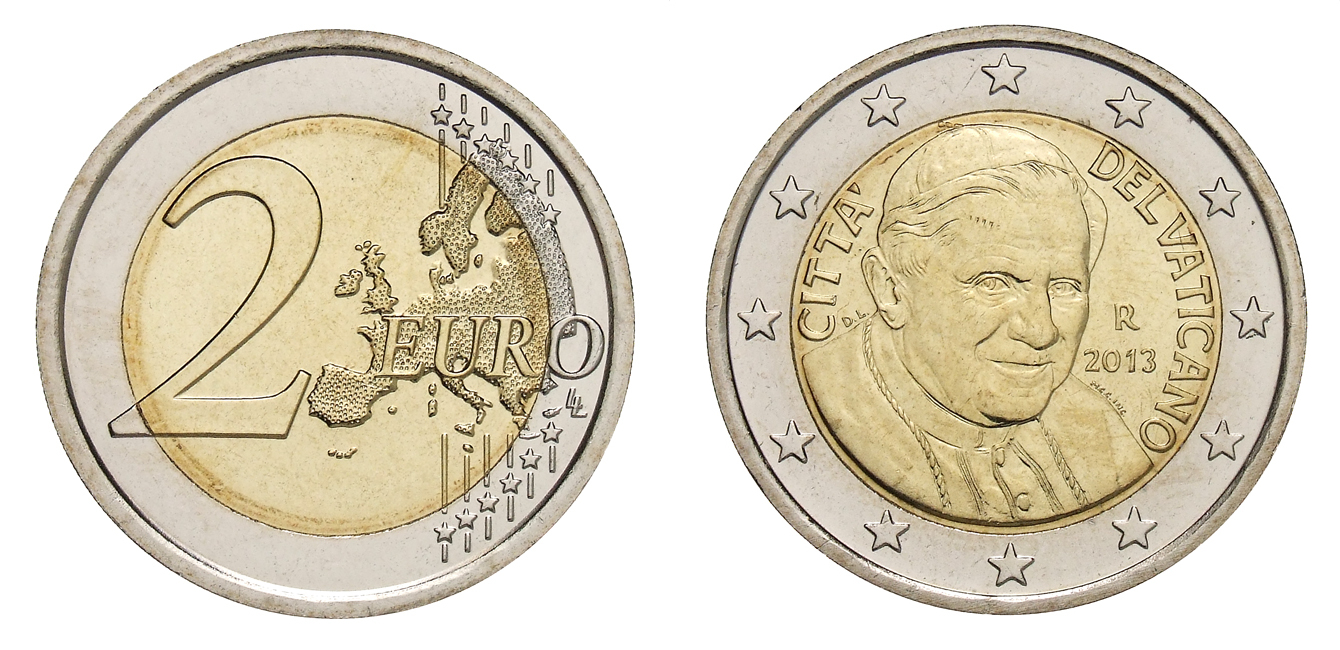
Monede de 2 euro cu papa Benedict al XVI-lea (emisia 2013)

Monedele euro vaticane (simbol EUR sau €) sunt emise de Vatican începând cu anul 2002. Fața comună (fața europeană) arată valoarea monedei în euro sau eurocenți, iar fața vaticană arată efigia papei în funcție. 

## Emisiuni
Până în prezent (2023) au fost emise patru serii de monede:
- seria 2002-2005, reprezentând efigia papei Ioan Paul al II-lea;
- seria 2005, care prezintă stema cardinalului șambelan, șeful interimar al statului Cetatea Vaticanului, suprapusă peste blazonul Camerei Apostolice. Pe monede apare textul „SEDE VACANTE” și anul emisiunii marcat în cifre romane, adică „MMV”;
- seria 2006 îl reprezintă pe papa Benedict al XVI-lea;
- seria 2014 îl reprezintă pe papa Francisc.

Pe toate monedele sunt inscripționate cele 12 stele ale UE, anul emisiunii și textul „CITTÀ DEL VATICANO”.
| 0,01 €        | 0,02 €        | 0,05 €                                                                         |
| ------------- | ------------- | ------------------------------------------------------------------------------ |
|               |               |                                                                                |
| Papa Francisc |               |                                                                                |
| 0,10 €        | 0,20 €        | 0,50 €                                                                         |
|               |               |                                                                                |
| Papa Francisc |               |                                                                                |
| 1,00 €        | 2,00 €        | Marginea monedei de 2 €                                                        |
|               |               |                                                                                |
| Papa Francisc | Papa Francisc | De șase ori cifra 2 și ★ (o stea), alternativ drept și rotit în unghi de 180°. |

## Acordul cu Banca Centrală Europeană
La 1 ianuarie 2010 a intrat în vigoare un acord prin care Vaticanul se obligă să pună în circulație 51% din monedele pe care are dreptul să le emită, pentru a preîntâmpina vinderea majorității monedelor peste valoarea lor nominală (ca piese de colecție). În urma acestui acord Poșta Vaticană și Muzeele Vaticane plătesc restul de regulă în monede vaticane. Colecționarii plătesc pentru un set complet de monede vaticane (valoarea nominală 3,88 euro) între 30 și 1.400 de euro.